# Franz Josef Noski
Franz Josef Noski (ur. w Górach, gm. Niemodlin) – burmistrz Raciborza w latach 1742–1754.
W grudniu 1742 r. Franz Josef Noski został zaprzysiężony we Wrocławiu na burmistrza Raciborza. Decyzja wrocławskiej kamery wojennej wzbudziła sprzeciw mieszkańców, więc 13 grudnia raciborski magistrat wystosował prośbę do kamery o zmianę tej decyzji. Prośbę tę uzasadniano tym, że mieszkańcy w większości mówili w języku polskim, dokumenty administracyjne prowadzono w języku czeskim, rozprawy sądowe były prowadzone w jednym z języków słowiańskich, natomiast nowy burmistrz nie znał nawet języka polskiego. Mimo wielu usilnych zabiegów magistratu kamera wojskowa odrzuciła prośbę. 28 grudnia radca wojenny von Götz pojawił się w mieście wprowadzając na urząd pierwszego burmistrza Noskiego. Franz Noski na stanowisku burmistrza zarabiał 300 talarów rocznie. W 1754 r. przeszedł na emeryturę. Nie trwała ona jednak długo, gdyż w 1756 r. Franz Noski został burmistrzem w Żorach.